# فرودگاه شیانگیانگ لیوجی
فرودگاه شیانگیانگ لیوجی (به انگلیسی: Xiangyang Liuji Airport) یک فرودگاه است . این فرودگاه در کشور چین قرار دارد .

## شرکت‌های هواپیمایی و مقصدهای پروازی
| شرکت‌های هواپیمایی      | مقصدهای پروازی                           |
| ---------------------- | ---------------------------------------- |
| ایر چاینا              | پکن                                      |
| هواپیمایی شرقی چین     | هوهوت بایتا، ووهان تیانهه، شی‌آن شیان‌یانگ |
| چاینا یونایتد ایرلاینز | پکن نانیوان                              |
| تیانجین ایرلاینز       | هوهوت بایتا فصلی: تیانجین بینهای         |